# Wydział Humanistyczny Uniwersytetu Karola
Wydział Humanistyczny Uniwersytetu Karola (cz. Fakulta humanitních studií Univerzity Karlovy, FHS UK) – najmłodszy wydział Uniwersytetu Karola w Pradze. Oferuje studia licencjackie, magisterskie i doktoranckie w wielu dziedzinach nauk humanistycznych i społecznych, niektóre także w językach obcych.  
W 2019 roku na wydział uczęszczało 2647 studentów. Trzon działalności naukowo-badawczej wydziału stanowi dziedzina antropologii społecznej i kulturowej. 

## Historia
Poprzednikiem FHS był Instytut Podstaw Edukacji (Institut základů vzdělanosti, IZV), założony w 1990 roku. W 1993 roku profesor Zdeněk Pinc otworzył studia licencjackie i trzy kolejne studia magisterskie z łącznie trzystoma studentami. Kiedy został przeniesiony do nowo utworzonej FHS w 2000 roku, miał nieco ponad 900 studentów.
Pierwszym dziekanem wydziału został prof. Jan Sokol. Od 2002 roku na wydziale prowadzone są studia magisterskie i pierwsze studia doktoranckie, do których dołączono kolejne, a w 2007 roku habilitację i habilitację profesorską. W 2007 roku nowym dziekanem został Ladislav Benyovszky, a w 2015 roku Marie Pětová.
IZV mieścił się w budynku Akademii Nauk Republiki Czeskiej przy ulicy Legerová, w tym samym czasie, gdy wydział został założony w 2000 roku, przeniósł się do nowego gmachu Uniwersytetu Karola w Pradze-Jinonicach. Ze względu na wzrost liczby studentów i ciasnotę, większość kursów magisterskich została przeniesiona do wynajętych pomieszczeń w kilku miejscach w Pradze. 
15 września 2020 roku, otwarto nową siedzibę wydziału w Pradze–Libni.

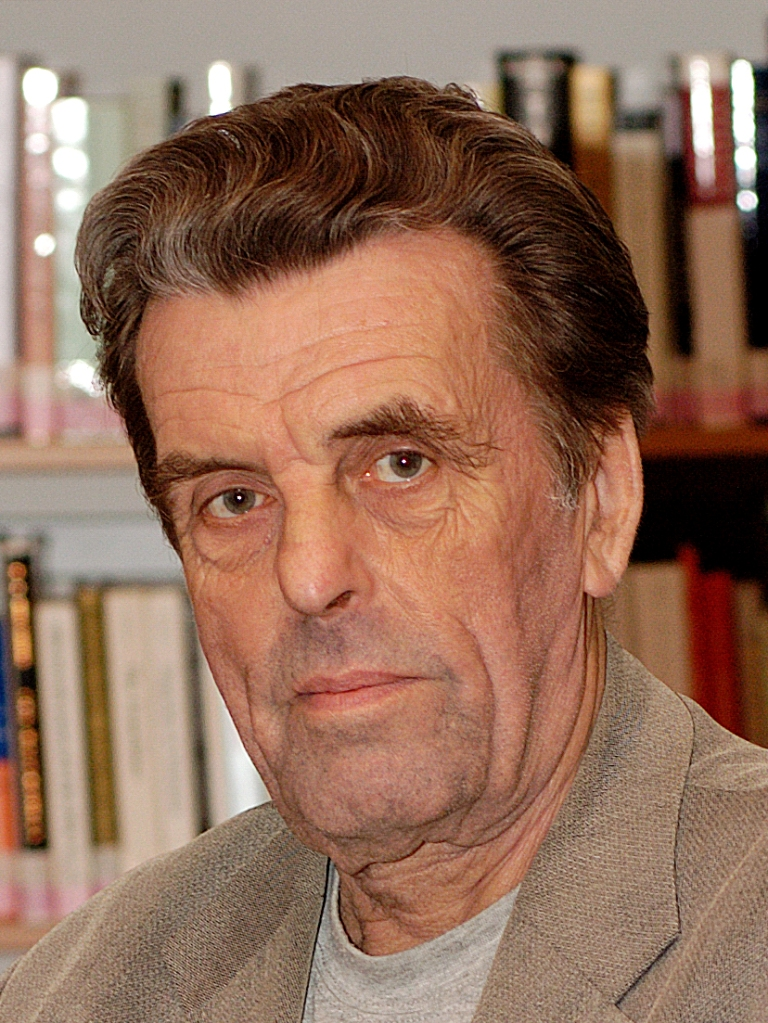
Jan Sokol
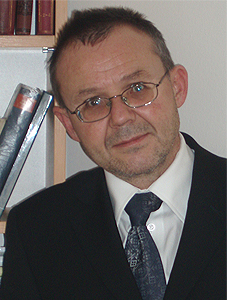
L. Benyovszky
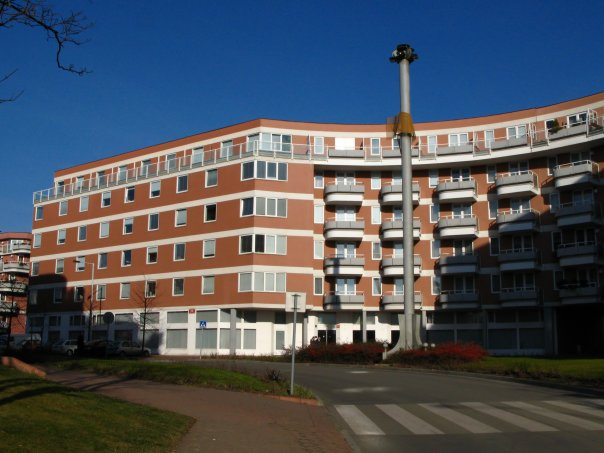
Stary budynek
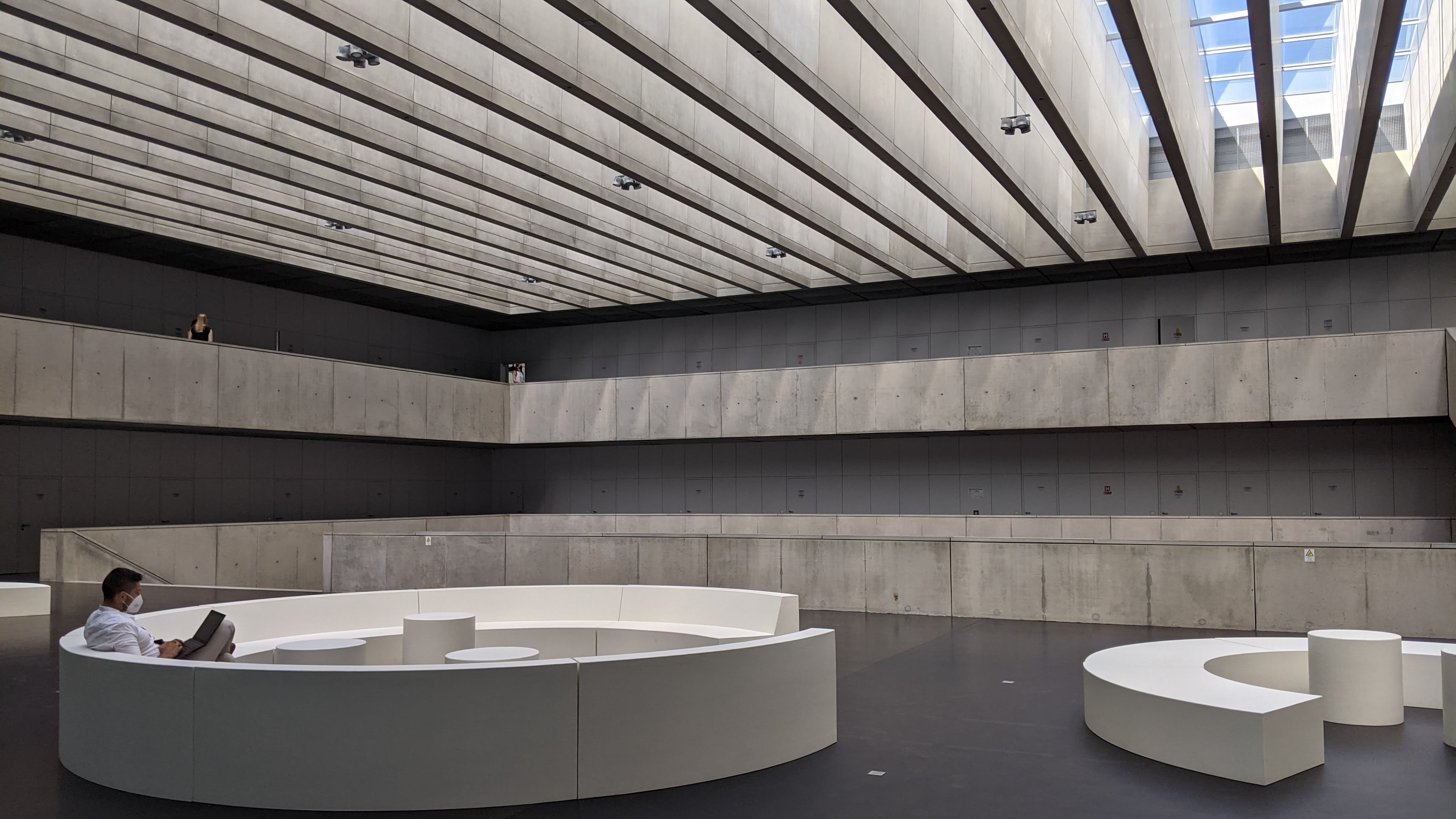
Nowy budynek